# Торрес, Лесли
Лесли Торрес (англ. Leslie Torres; 5 марта 1970)  —  американский серийный убийца, совершивший в период с 1 по 8 января 1988 года серию из 11 нападений из корыстных побуждений в районе Восточный Гарлем на территории боро Нью-Йорка Манхэттен (штат Нью-Йорк), в результате которой 5 человек были убиты, а 6 получили огнестрельные ранения различной степени тяжести.  Свою вину после ареста Торрес полностью признал. В апреле 1989 года он был осужден и приговорен к пожизненному лишению свободы с правом условно-досрочного освобождения. На момент совершения серии убийств Лесли Торресу было всего лишь 17 лет.

## Биография
Лесли Торрес родился 5 марта 1970 года в Нью-Йорке в семье пуэрториканцев. До 1977 года Лесли проживал с родителями в одном из районов боро Нью-Йорка Манхэттен под названием Восточный Гарлем, где проживала крупнейшая диаспора латиноамериканцев в городе.  После развода родителей, Лесли со своей матерью в 1977 году покинул Нью-Йорк и переехал на территорию Пуэрто-Рико. В этот период Лесли и его мать испытывали материальные трудности, благодаря чему детство и юношеские годы Лесли провел в социально-неблагополучной обстановке. Семья Торрес проживала в районе города, населенным представителями маргинального слоя общества, ведущих криминальный образ жизни и имеющих низкий социальный статус. В середине 1980-х Торрес потерял интерес к учебному процессу и начал много времени проводить на улице, которая как социально-педагогическая среда сильно повлияла на формирование его личности. В этот период он начал употреблять алкогольные напитки и наркотические средства. Из-за прогулов и низкой успеваемости, в начале 1987 года Лесли был вынужден бросить школу, после чего летом того же года покинул Пуэрто-Рико и вернулся в Нью-Йорк, где проживал его отец. После появления В Нью-Йорке, Торрес продолжил вести маргинальный образ жизни и начал в большом количестве употреблять наркотические средства, в том числе крэк-кокаин, после чего у него развилась наркозависимость. В конце 1987 года Лесли вступил в социальный конфликт со своим отцом, после чего ушел из его дома и в течение нескольких месяцев был вынужден вести бродяжнический образ жизни. К тому времени его материальные затраты на приобретение крэка-кокаина достигли от 300 до 500 долларов в день. Продолжая страдать от наркозависимости Торрес в конце 1987 года решается на серию ограблений  с жаждой наживы, после чего произошла серия убийств.

## Серия убийств
Серия преступления Лесли Торреса началась вечером 1 января 1988 года, когда он возле одного из магазинов на территории Восточного Гарлема совершил ограбление двух мужчин под угрозой убийства из револьвера 22-го калибра. После того как жертвы ограбления отдали ему деньги, Торрес произвел в них несколько выстрелов, вследствие чего один из мужчин получил тяжелое огнестрельное ранение в область груди, а другой получил ранение запястья руки. Обоим пострадавшим была оказана медицинская помощь, вследствие чего они остались живы. Через 30 минут после совершения ограбления мужчин, Торрес на территории другой улицы района совершил нападение на 38-летнюю женщину, в ходе которого ограбил ее и нанес ей огнестрельные ранения в руку и ягодицу, но женщина впоследствии также осталась в живых. Через полчаса после нападения на женщину, Торрес в ходе очередного нападения застрелил 62-летнего Горацио Ривера на одной из улиц, дважды выстрелив ему в голову. Вечером того же дня Торрес совершил еще одно ограбление, но в этом случае никто не пострадал. В результате четырех ограблений и одного убийства Лесли Торрес заработал всего лишь 28 долларов.
2 января во второй половине дня на территории Восточного Гарлема Лесли Торрес совершил три ограбления магазина. В первом случае он ограбил мебельный магазин, но не причинил никому тяжкого вреда здоровью, после чего явился в другой магазин, где в ходе ограбления  застрелил  хозяина магазина - 40-летнего Милтона Ронкильо, иммигранта из Эквадора. Через 30 минут после совершения ограбления и убийства Ронкильо, Лесли на другой улице района явился в еще один продуктовый магазин, где в ходе ограбления нанес огнестрельные ранения трем человекам, двое из которых, в том числе несовершеннолетний Шон Фостер впоследствии выжили, а Альберто Пейпамс - хозяин магазина, был убит на месте происшествия. 7 января поздно вечером в ходе ограбления очередного магазина Торрес совершил нападение на двух мужчин, в ходе которого  также нанес им огнестрельные ранения, в результате которых одна из его жертв - 28-летний Пабло Рохас умер через два в больнице от осложнений полученных ранений. На следующий день, 8 января, поздно вечером Лесли совершил ограбление бакалейного магазина, расположенного в Восточном Гарлеме, в результате которого был убит продавец магазина - Хесус Ривера. Общая сумма денег, изъятых при ограблении Торресом за 8 дней, составила менее 2000 долларов.

## Арест
Для расследования ограблений и серии убийств Департаментом полиции Нью-Йорка была организована оперативная группа численностью около 100 человек. 8 января 1988 года, через несколько минут после ограбления и совершения убийства Хесуса Ривера, Лесли Торрес был замечен тремя сотрудниками полиции, патрулировавших улицы Восточного Гарлема. Так как предыдущие убийства и ограбления Торрес совершил в присутствии ряда свидетелей, у полиции было описание внешности подозреваемого и его фоторобот. При приближении сотрудников полиции, Торрес бросился бежать. В ходе 20-минутной погони, происходившей по улицам, зданиям и переулкам Восточного Гарлема в конечном итоге Торрес был заблокирован на крыше одного из многоэтажных домов, после чего сдался и был арестован. При аресте у него не было обнаружено оружия. Через несколько минут после ареста Лесли поведал сотрудникам полиции о том, что револьвер был брошен им во время погони в одном из переулков, где он впоследствии был найден на засыпанном снегом мусорном баке.

## Общественный резонанс
После ареста Лесли Торрес признался во всех совершенных им преступлениях, заявив что его эмоциональные и поведенческие проблемы были вызваны наркотической зависимостью от употребления крэка-кокаина. Этот инцидент в очередной раз поднял волну споров об ужесточении наказания несовершеннолетним и на изменении характера борьбы с наркоманией, так как жители района обвинили полицию в том, что на государственном уровне борьба с наркоманией  имеет репрессивный характер, направленный против наркозависимых людей, а не на торговцев наркотиков. На пресс-конференции, организованной в честь поимки преступника и раскрытия преступлений, Роберт Коланджело, начальник отдела детективов Департамента полиции Нью-Йорка заявил, что криминогенная обстановка в районе Восточного Гарлема стала результатом сбоя городских служб на всех уровнях и была вызвана распространением крэка-кокаина, одного из наиболее доступных видов наркотиков, вызвавших социальную катастрофу в Нью-Йорке. Он отметил, что такие социально-неблагополучные районы Манхеттена,  как Восточный Гарлем, особенно сильно пострадали от эпидемии крэка-кокаина, которая стало основной причиной  того, что в период с 1985 года по 1986 год общий уровень преступности и убийств в абсолютном выражении повысился на 14 процентов в Нью-Йорке по сравнению с предыдущими годами. Также он отметил то обстоятельство, что серия убийств Торреса стала первым случаем, когда убийства были совершены наркозависимым, а не торговцем наркотиков.

## Суд
Лесли Торресу было предъявлено обвинение по пяти пунктам обвинения в совершении убийств второй степени, обвинение по шести пунктам в покушении на убийство и обвинение по девяти пунктам  в совершении ограблений первой степени. Помимо его признательных показаний, в ходе расследования доказательствами его вины послужили результаты криминалистическо-баллистической экспертизы, результаты которой позволили установить, что все убийства были совершены из револьвера, принадлежащего Торресу, а также результаты криминалистическо-дактилоскопической экспертизы, на основании которых было выявлено что отпечатки пальцев Лесли были найдены на орудии убийства и на местах совершения преступления. Также он был идентифицирован в качестве преступника 11-тью свидетелями преступления после того, как им были предъявлены ряд фотографий потенциальных преступников. Судебный процесс открылся в начале 1989 года. Адвокаты Торреса настаивали на невиновности своего подзащитного вследствие невменяемости, так как во время совершения преступления он находился в состоянии аффекта вследствие употребления крэка-кокаина и не отдавал себе отчет в своих действиях. Однако доказательств того, что во время совершения преступлений он употреблял наркотические средства или находился под их воздействием предоставлено не было. В конечном итоге 27 февраля 1989 года во время 19-минутного совещания, вердиктом жюри присяжных заседателей Лесли Торрес был признан виновным по всем пунктам обвинения. Прокуратура отметила, что по мере роста эпидемии употребления крэка-кокаина в Нью-Йорке обвиняемые по делам о совершении убийств все чаще используют употребление наркотических средств и сам факт наркотической зависимости в качестве основания для признания  невменяемости. Однако на основании законоположений и процессуальных норм, принятых в уголовно-процессуально праве штата Нью-Йорк за несколько лет до совершении серии убийств Лесли Торреса,  добровольное употребление незаконных наркотических средств не могло использоваться в качестве смягчающего обстоятельства во время совершения преступлений, сопряженных с физическим насилием. Во время оглашения вердикта о виновности, Лесли Торрес продолжал сохранять полное хладнокровие и не выразил никаких эмоций.
На основании обвинительного вердикта, 14 апреля 1989 года Лесли Торрес был приговорен к пожизненному лишению свободы с правом на условно-досрочное освобождение по отбытии 60 лет и 10 месяцев тюремного заключения.